# Гайе, Мари-Эв
Мари-Эв Гайе (фр. Marie-Eve Gahié; род. 27 ноября 1996, Париж) — французская дзюдоистка, чемпионка и призёр чемпионатов Европы и мира.

## Биография
В 2013 году на чемпионате Франции она стала вторым призёром.
Она выиграла золотую медаль в командных соревнованиях на Европейских играх 2015 года.
В 2016 году Мари-Ив Гайе стала чемпионом Европы среди юниоров, чемпионом Франции и завоевала Гран-шлем в Абу-Даби.
На чемпионате Европы 2017 года она получила бронзовую медаль в весовой категории до 70 кг.
Параллельно со своей спортивной карьерой и в рамках пакта производительности она работает в компании Ippon Technologies.
На чемпионате мира 2017 года в Будапешта, она завоевала бронзовую медаль в весовой категории до 70 кг.
На чемпионате мира 2018 году в Баку, она завоевала серебряную медаль в весовой категории до 70 кг.
На предолимпийском чемпионате мира 2019 года, который проходил в Токио завоевала золотую медаль, переиграв в финале португальскую спортсменку Барбару Тиму.
В 2020 году на чемпионате Европы в ноябре в чешской столице, Мари-Ив смогла завоевать бронзовую медаль турнира в категории до 70 кг. В полуфинале уступила нидерландской спортсменке Санне Ван Дейк.
Весной 2024 года на предолимпийском чемпионате мира, который состоялся в Объединённых Арабских Эмиратах, Мари-Ив завоевала серебряную медаль, в финале она уступила своей соотечественницы Марго Пино.